# Solid Gold
Albums de T. Rex
Dandy in the Underworld
(1977) Hits! - The Very Best of T. Rex
(1998)
Solid Gold est une compilation sortie par T. Rex en 1979. Cette compilation regroupe des morceaux de T. Rex sortis entre 1972 et 1977.

## Liste des titres

### Face-A
| No  | Titre                      | Album                                        | Durée |
| --- | -------------------------- | -------------------------------------------- | ----- |
| A1. | 20th Century Boy           | Tanx                                         | 3:41  |
| A2. | The Groover                | Zinc Alloy and the Hidden Riders of Tomorrow | 3:24  |
| A3. | New York City              | Futuristic Dragon                            | 3:55  |
| A4. | I Love to Boogie           | Dandy in the Underworld                      | 2:13  |
| A5. | Mystic Lady                | The Slider                                   | 3:09  |
| A6. | Children of the Revolution | Tanx                                         | 2:30  |
| A7. | Dreamy Lady                | Futuristic Dragon                            | 2:51  |
| A8. | Metal Guru                 | The Slider                                   | 2:26  |

### Face-B
| No  | Titre                   | Album                                        | Durée |
| --- | ----------------------- | -------------------------------------------- | ----- |
| B1. | Telegram Sam            | The Slider                                   | 3:42  |
| B2. | Truck On (Tyke)         | Zinc Alloy and the Hidden Riders of Tomorrow | 3:12  |
| B3. | Light of Love           | Light of Love                                | 3:18  |
| B4. | Laser Lover             | Futuristic Dragon                            | 3:35  |
| B5. | Dandy in the Underworld | Dandy in the Underworld                      | 4:34  |
| B6. | The Soul of My Suit     | Dandy in the Underworld                      | 2:38  |
| B7. | London Boys             | Futuristic Dragon                            | 2:20  |
| B8. | Solid Gold Easy Action  | Tanx                                         | 2:22  |

## Membres
- Marc Bolan : Chant, Guitare
- Mickey Finn : Percussions
- Steve Currie : Basse
- Bill Legend : Batterie